# Джеймс Левінсон
Джеймс Левінсон (англ. James A. Levinsohn, нар. 1958) — директор-засновник Джексоновського інституту глобальних проблем Єльського університету, професор економіки і менеджменту Єльського університету.

## Біографія
Свою освіту здобув у коледжі Вільямса, де здобув ступінь бакалавра з політекономії в 1981 році, магістерський ступінь (M.P.A.) у Школі громадських і міжнародних відносин імені Вудро Вільсона при Принстонському університеті в 1985 році. В 1988 році успішно захистив докторську дисертацію та здобув докторський ступінь (Ph.D.) з економіки у Принстонському університеті.
Свою трудову діяльність розпочав на посаді консультанта міністерства фінансів Ботсвани в 1982 році. Свою викладацьку діяльність розпочав на посаді викладача в Школі громадських і міжнародних відносин імені Вудро Вільсона у 1986—1987 роках. Потім був асистент-професором в 1987—1992 роках, асоційованим професором в 1992—1999 роках у Мічиганському університеті. Професор економіки і державної політики в 1999—2009 роках, регіональний директор Інституту Вільяма Девідсона при Мічиганському університеті в 1999—2002 роках, професор Дж. Айра і Нікі Гарріс на кафедрі державної політики у Мічиганському університеті в 2003—2009 роках, заступник декана Школи публічної політики імені Джеральда Р. Форда при Мічиганському університеті в 2003—2007 роках.
Був співробітником в 1990—1992 роках, а з 1992 року науковим співробітником у Національному бюро економічних досліджень, помічником завідувача кафедри в 1994—1996 роках, тимчасовим завідувачем кафедри в 1996—1997 роках економічного факультету університету Мічигану, співредактором журналу Journal of International Economics в 1996—1999 роках, членом редколегії в 1998—2004 роках, а з 2004 заступник редактора журналу Journal of Economic Literature, членом редколегії «Berkeley Electronic Journals in Economic Analysis and Policy» в 2002—2004 роках, консультантом адміністрації президента Південної Африки в 2004—2008 роках, консультантом Центрального статистичного управління Міністерства фінансів Ботсвани в 2005 році, заступник редактора журналу The Review of Economics and Statistics з 2003 року, в редколегії журналу The American Economic Review в 2006—2009 роках.
На кінець 2010-х є професором з глобальних питань Єльського університету з 2010 року, професором Фонду Коулза з економічних досліджень при Єльському університеті з 2010 року, директор-засновник джексоновського інституту глобальних проблем Єльського університету з 2010 року.

## Нагороди та визнання
- 1983—1986: стипендія Принстонського Університету;
- 1986—1987: стипендія Слоуна від Фонду Слоуна з міжнародної економіки;
- 1989—1990: грант факультету Рекхема  Мічиганського університету;
- 1990—1991: національна стипендія Гувера від Гуверівського інституту при  Стенфордському університеті;
- 1991: премія Мічиганського університету «за видатні досягнення в галузі освіти»;
- 1992: стипендія факультету університету Мічигану на 1992 рік;
- 1992—1994: грант Національного наукового фонду ($ 228 000);
- 1993: нагорода «Кращий професор» від магістрантів економічного факультету університету Мічигану;
- 1995: грант Вільяма Вольфа від Мічиганського університету за «видатну вченість»;
- 1997—2000: дослідницький грант від Фонду Рассела Сейджа[en] ($ 170,000);
- 1998: премія «за видатні досягнення в галузі освіти» від Мічиганського університету;
- 1999—2002: дослідницький грант від Фонду Меллона[en] ($ 300,000);
- 2002—2005: дослідницький грант від Фонду Меллона ($ 400,000);
- 2003: увійшов до списку Who's Who in Economics;
- 2004—2009: дослідницький грант від Національного інституту здоров'я дітей і розвитку людського потенціалу[en] ($3 000 000);
- 2009: грант на підтримку навчальних семінарів у Південній Африці від Фонду Кресгі[en];
- 2020: Clarivate Citation Laureates.

## Доробок
- Deardorff A., Levinsohn J.A., Stern R. New Directions in Trade Theory//University of Michigan Press, 1995.
- "Prospective Analysis of a Wage Subsidy for Cape Town Youth, " with Todd Pugatch
- "The Prevalence of HIV in Botswana, " with Justin McCrary
- "HIV Status and Labor Market Participation in South Africa, " with Zoe McLaren, Olive Shisana, and Khangelani Zuma, 2011.
- "Two Policies to Alleviate Unemployment in South Africa, " 2008.
- "Measuring Aggregate Productivity Growth Using Plant-level Data, " with Amil Petrin, 2011.
- "HIV/AIDS Awareness and Risk-Taking Behaviors in Botswana, " with Taryn Dinkelman and Rolang Majelantle, 2006. Forthcoming in Review of Economics and Statistics.
- "Fifteen Years On: Household Incomes in South Africa, " with Murray Leibbrandt, 2010.